# غايفر من ساليرنو
غايفر (835-880) أمير ساليرنو منذ 861. ابن داوفر الأخرس وحفيد داوفر النبي، وكان أول الدوافريين يستلم عرش ساليرنو لتحكم عائلته من دون انقطاع حتى 977.